# گورال چینی
گورال چینی (نام علمی: Naemorhedus griseus) نام یک گونه از زیرخانواده بزسانان است.

## نگارخانه

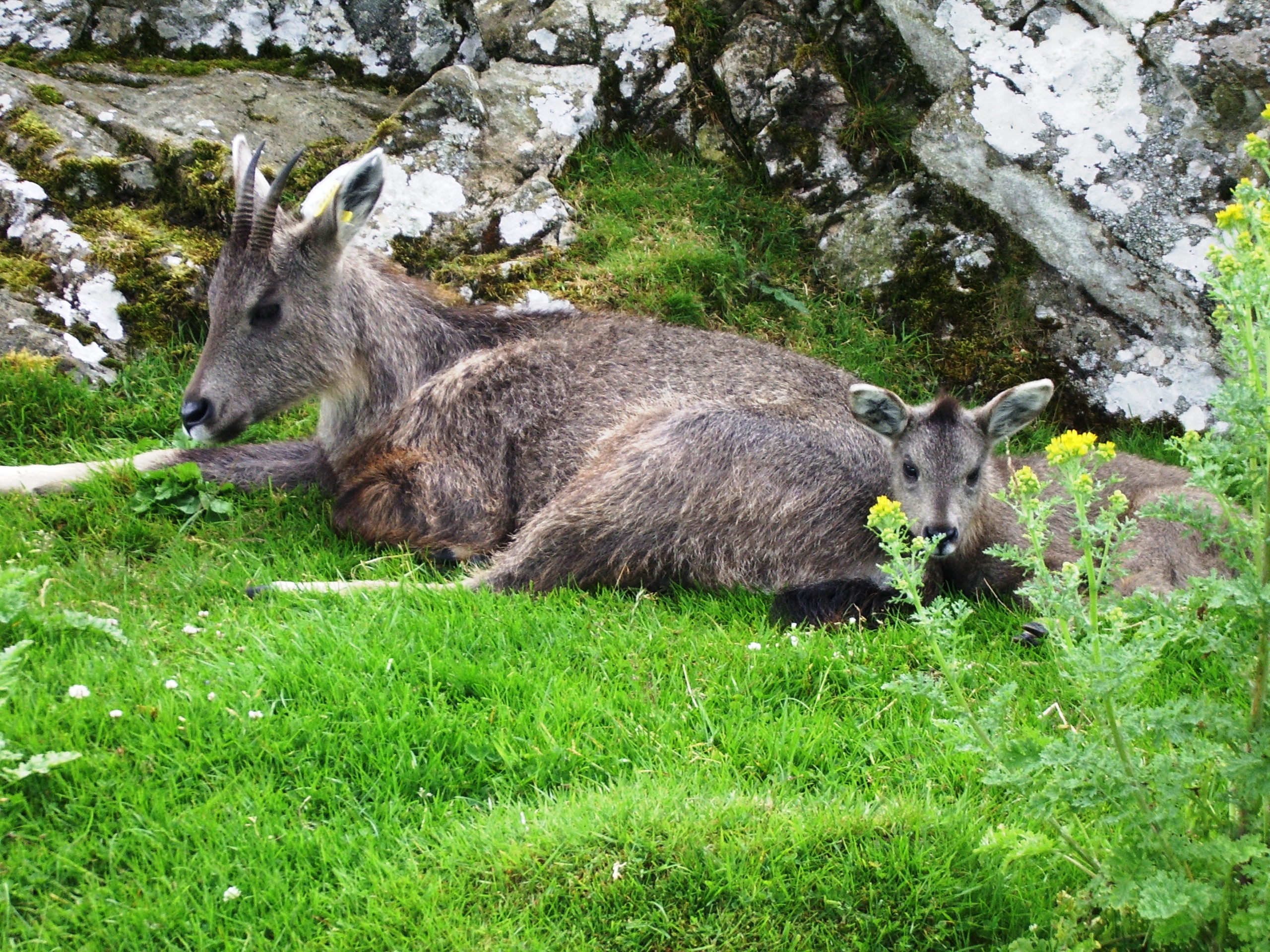
گورال چینی بهمراه بزغاله‌اش